# 马尔蒂·沃西基宁
马尔蒂·沃西基宁（芬蘭語：Martti Uosikkinen，1909年8月20日—1940年3月9日），芬兰男子竞技体操运动员。他曾获得1932年和1936年夏季奥运会体操比赛男子团体全能铜牌。他也参加了1928年夏季奥运会。